# Ariadna Gil

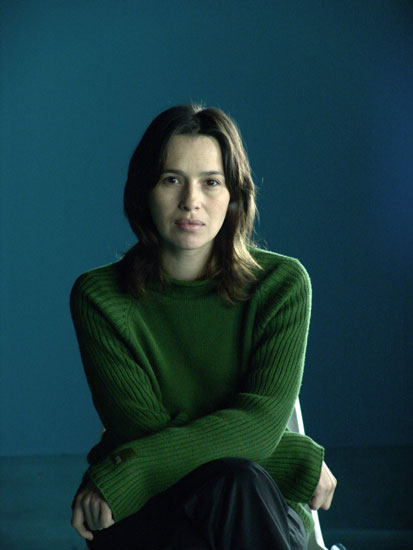
Ariadna Gil

Ariadna Gil i Giner (* 23. Januar 1969 in Barcelona) ist eine spanische Schauspielerin.

## Leben
Gils Vater ist der Rechtsanwalt August Gil Matamala. Sie feierte 1986 ihr Filmdebüt mit dem Film Lola von Regisseur Bigas Luna in katalanischer Sprache. Es folgten zahlreiche weitere Film- und Fernsehproduktionen. 1991 wirkte sie nach vier Filmen in Katalanisch in einem spanischen Film mit, Amo tu cama rica von Emilio Martínez Lázaro.
Seit 1993 ist sie Schauspielerin in über vierzig Filmen gewesen, darunter Libertarias von Vicente Aranda, Pans Labyrinth von Guillermo del Toro und Soldados de Salamina von David Trueba.
Seit 2009 ist sie mit Viggo Mortensen liiert, mit dem sie in Madrid lebt.

## Filmografie (Auswahl)
- 1986: Lola (Regie: Bigas Luna)
- 1988: El complot del Anells (Regie: Álvaro Fernández Armero)
- 1990: Capitán Escalaborns (Regie: Carlos Benpar)
- 1990: Un submarí a les Tovalles (Regie: Ignasi P. Ferré)
- 1991: Amo tu cama rica (Regie: Emilio Martínez Lázaro)
- 1991: Barcelona Lamento (Regie: Oscar Aibar)
- 1992: El columpio (Regie: Álvaro Fernández Armero)
- 1992: Mal de amores (Regie: Carlos Balague)
- 1992: Belle Époque (Regie: Fernando Trueba)
- 1994: Los peores años de nuestra vida (Regie: Emilio Martínez Lázaro)
- 1994: Mecánicas celestes (Regie: Fina Torres)
- 1994: Todo es mentira (Regie: Álvaro Fernández Armero)
- 1995: Antártida (Regie: Manuel Huerga)
- 1995: Atolladero (Regie: Óscar Aibar)
- 1996: Libertarias (Regie: Vicente Aranda)
- 1996: Malena es un nombre de Tango (Regie: Gerardo Diego)
- 1996: Pasiones rotas (Regie: Nick Hamm)
- 1996: Tranvía a la Malvarrosa (Regie: José Luis García Sánchez)
- 1998: Talk of Angels (Regie: Nick Hamm)
- 1999: Don Juan (Regie: Jacques Weber)
- 1999: Lágrimas negras (Regie: Ricardo Franco)
- 2000: Obra maestra (Regie: David Trueba)
- 2000: Segunda piel (Regie: Gerardo Vera)
- 2001: El lado oscuro del corazón 2 (Regie: Eliseo Subiela)
- 2001: Jet set (Regie: Fabien Onteniente)
- 2001: Nueces para el amor (Regie: Alberto Lecchi)
- 2001: Torrente 2, Misión en Marbella (Regie: Santiago Segura)
- 2002: Bear's Kiss (Regie: Sergei Bodrow)
- 2002: El embrujo de Shangai (Regie: Fernando Trueba)
- 2002: La virgen de la lujuria (Regie: Arturo Ripstein)
- 2003: Soldados de Salamina (Regie: David Trueba)
- 2005: Ausentes (Regie: Daniel Calparsoro)
- 2005: Hormigas en la boca (Regie: Mariano Barroso)
- 2006: Alatriste (Regie: Agustín Díaz Yanes)
- 2006: Pans Labyrinth (El laberinto del fauno) (Regie: Guillermo del Toro)
- 2007: Bienvenido a casa (Regie: David Trueba)
- 2007: Una estrella y dos cafes (Regie: Alberto Lecchi)
- 2008: Solo quiero caminar (Regie: Aurora Rodríguez)
- 2008: Appaloosa (Regie: Ed Harris)
- 2009: El baile de la Victoria (Regie: Fernando Trueba)
- 2011: Værelse 304 (Regie: Birgitte Stærmose)
- 2011–2012: Marco (TV-Miniserie, 2 Folgen)
- 2012: The Boy Who Smells Like Fish (Regie: Analeine Cal y Mayor)
- 2012: Sola contigo (Regie: Alberto Lecchi)
- 2013: Vivir es fácil con los ojos cerrados (Regie: David Trueba)
- 2014: Murieron por encima de sus posibilidades (Regie: Isaki Lacuesta)
- 2014: L'altra frontera (Regie: André Cruz Shiraiwa)
- 2017: Rescue Under Fire (Regie: Adolfo Martínez Pérez)
- 2018–2020: Aquí en la Tierra (Fernsehserie, 16 Folgen)
- 2019: Parking (Regie: Tudor Giurgiu)
- 2020: Escenario 0 (Fernsehserie, Folge 1x05)
- 2021: Solo una vez (Regie: Guillermo Ríos Bordón)
- 2022: La casa entre los cactus (Regie: Carlota González-Adrio)
- 2023: Calladita (Regie: Miguel Faus)
- 2024: Land of Women (Fernsehserie, 6 Folgen)

## Auszeichnungen
- 1992: Premio Ondas a la mejor actriz, „Amo tu cama rica“
- 1992: Premio del Festival de Peñíscola a la mejor actriz, „Amo tu cama rica“
- 1993: Premio Goya a la mejor actriz, „Belle Époque“
- 1993: Fotogramas de plata, „Belle Époque“